# Goh Leumo
Goh Leumo är ett berg i Indonesien.   Det ligger i provinsen Aceh, i den västra delen av landet, 1 800 km nordväst om huvudstaden Jakarta. Toppen på Goh Leumo är 602 meter över havet, eller 594 meter över den omgivande terrängen. Bredden vid basen är 10,2 km.
Terrängen runt Goh Leumo är kuperad åt sydväst, men åt nordost är den platt. Havet är nära Goh Leumo åt nordväst. Runt Goh Leumo är det tätbefolkat, med 286 invånare per kvadratkilometer. Närmaste större samhälle är Banda Aceh, 10,2 km öster om Goh Leumo. 